# 142 Polana
142 Polana (mednarodno ime je tudi 142 Polana)  je asteroid v glavnem asteroidnem pasu. Pripada asteroidni družini Nisa. Včasih asteroidno družino Nisa imenujejo tudi družina Polana, ki je pravzaprav podskupina družine Nisa.

## Odkritje
Asteroid Polano je odkril Johann Palisa 28. januarja 1875. Asteroid je imenoval po hrvaškem mestu Pulj (italijansko Pola), kjer je asteroid tudi odkril.

## Lastnosti
Asteroid Polana je enostavni ogljikov asteroid tipa F (spada v skupino C). Njegova površina je precej temna, saj ima albedo 0,045. Njegov premer je približno 55 km. Okrog svoje osi se zavrti v 9 urah in 46 minutah.